# Општина Кричова
Кричова (рум. Criciova) општина је у Румунији у округу Тимиш.
Oпштина се налази на надморској висини од 219 m.